# Hadena elaeistis
Hadena elaeistis là một loài bướm đêm trong họ Noctuidae.